# Geranomyia conjurata nelites
Geranomyia conjurata là một phân loài ruồi của loài Geranomyia conjurata trong họ Limoniidae. Chúng phân bố ở miền Australasia.